# トニー・ダンカン
トニー・ダンカン（Tony Duncan）はアメリカ合衆国のジャグラー。コンタクトジャグリングの名手。
国際ジャグラーズ協会（英語: International Jugglers' Association）の1994年世界大会の優勝者。この時スタンディングオベーションを受けた。ブラインドジャグリングをも得意とし、1995年のブラインドジャグリングチャンピオンシップでも優勝。
ダンカンドーナッツというジャグリング技を開発したことでも知られる。

## 影響
インダストリアルデザイナーのマイケル・アナスタシアデスによる受照明器具「IC LIGHTS」シリーズは、ダンカンのジャグリングからインスピレーションを受けてデザインされた。

## 関連記事
- ジャグリング
- 大道芸
- コンタクトジャグリング
- ブラインドジャグリング